# 陶代尼区
陶代尼区（班巴拉语：ߕߊߎߘߋߣߌ ߘߌߣߋߖߊ，Taudeni Dineja）是马里的一个区。2012年，划出通布图区通布图区的北部成立陶代尼区。该区实际上成立于2016年1月19日。该区下辖6个省：阿舒拉特省、阿尔乌尔什省、阿拉瓦纳省、布杰-贝哈省、富姆-阿尔巴省和陶代尼省。首府陶代尼，但由于陶代尼缺乏基础设施，区政府目前设在通布图。